# Cathédrale Saint-Nicolas de Nijni Novgorod
La cathédrale Saint-Nicolas (Собор в честь святителя и чудотворца Николая) est une collégiale orthodoxe située à Nijni Novgorod en Russie dans le district urbain Avtozavodski. Elle est dédiée à saint Nicolas, patron des marins.
Le complexe architectural comprend également l'église en bois Sainte-Tatiana et le centre culturel et éducatif orthodoxe Saint-Nicolas avec une bibliothèque, une école du dimanche, un atelier de peinture d'icônes et une salle pour des concerts de musique sacrée, des fêtes d'enfants, des expositions et présentations.

## Cathédrale Saint-Nicolas

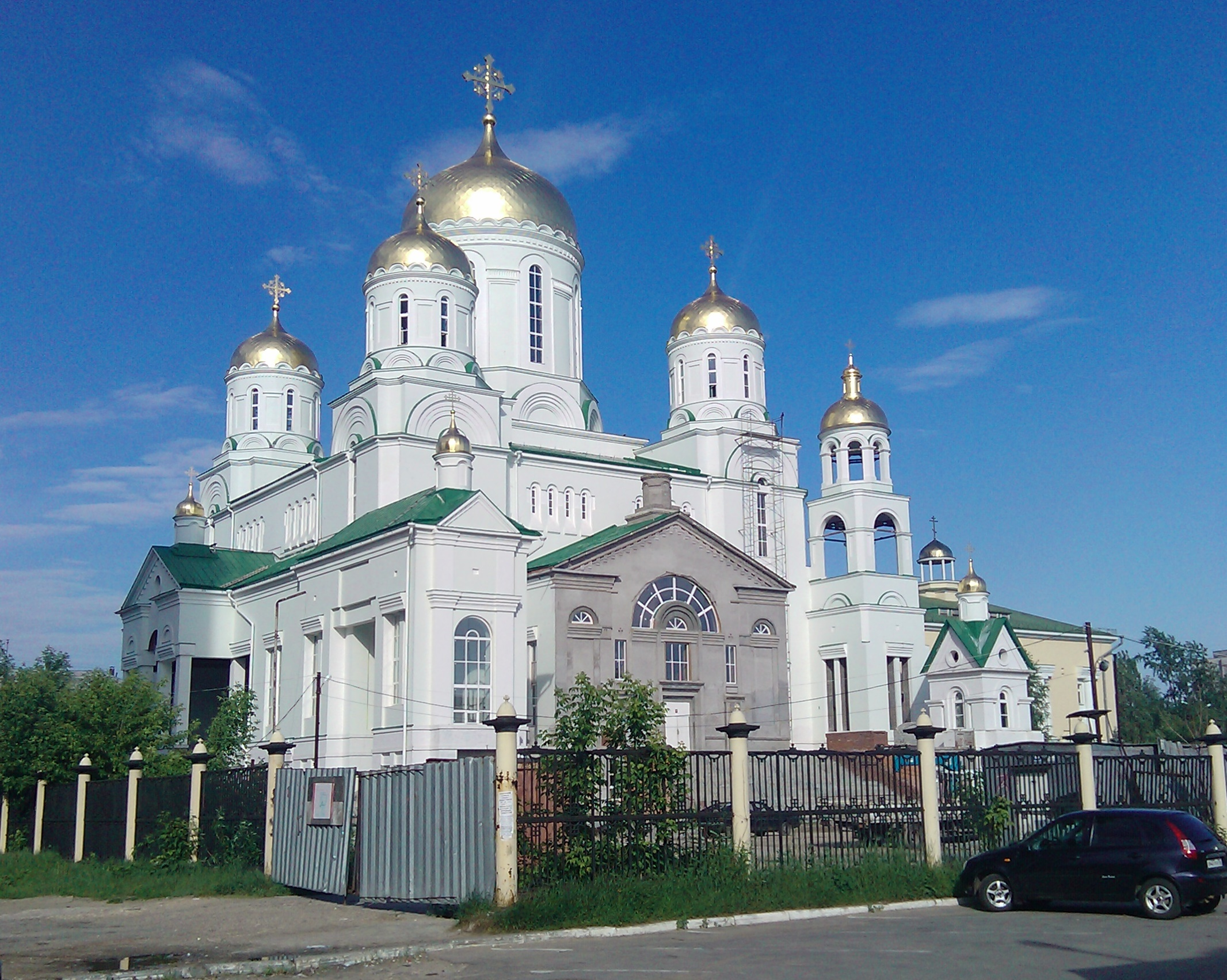
Vue de la cathédrale.

L'architecture de la cathédrale ressemble à celle de la Transfiguration du monastère de Diveïevo, avec des particularités:  la chapelle, le clocher, le grand porche à plusieurs niveaux. Au niveau inférieur de l'église, il est prévu de placer : un baptistère, un réfectoire pour cent personnes, une salle de conférence, une école du dimanche, une bibliothèque, une sacristie.
L'église supérieure est conçue pour trois mille personnes, avec un grand autel et trois autels secondaires. Un ascenseur pour les invalides est installé entre le niveau inférieur et le niveau supérieur où se trouve l'église.
Les travaux commencent en 1999, avec bénédiction de la première pierre, le 21 août et l'érection d'une croix. Les travaux sont financés par les habitants du district urbain Avtozavodski, mais sont interrompus quelque temps à cause du manque de moyens. En mai-juin 2006, ils reprennent grâce au fond Affaire gratuite, la collecte des dons commence en juillet suivant. ¨Le début de la pose des briques a lieu en août suivant. En décembre 2007, il y a déjà de 7 à 21 mètres construits.
L'archevêque Georges déclare à propos de la construction de l'édifice:« Aujourd'hui, nous avons le plus grand chantier de construction du district Avtozavodski. Nous construisons une nouvelle église dédiée à Saint Nicolas, et ce n'est pas seulement une église, mais une immense collégiale de 68 mètres de haut. Des églises de cette taille n'ont pas été construits en Russie au cours des cent dernières années, et nous n'aurions peut-être pas osé le commencer comme ça, mais grâce aux prières et aux travaux du toujours mémorable métropolite Nicolas, une telle église a été possible. Nous poursuivons donc la construction et approchons déjà de la toiture. Maintenant, nous devons prier pour que le Seigneur nous donne à la fois la force spirituelle et corporelle, le don de la compréhension, et nous envoie également des aides, de bonnes personnes, des bienfaiteurs, des administrateurs, afin que tout le monde puisse accomplir cette tâche ô combien difficile. »
Ce sont les ateliers Kovtcheg qui en 2010 accomplissent la réalisation de l'iconostase, ainsi qu'en même temps de la cathédrale de la Résurrection de Dzerjinsk. Les premières liturgies commencent à l'été 2011, bien que l'intérieur ne soit pas terminé. En août 2012, les cloches sont installées dans le clocher et elles sont bénies le 6 septembre suivant par le métropolite Georges, ainsi que l'ascenseur. Le système de chauffage est installé en 2012.
Le 28 octobre 2012, une croix en bois sculptée est consacrée, copie exacte de l'arbre vivifiant de Pourekhov, offert à Nijni Novgorod par le prince Pojarski. Le 19 décembre le métropolite Georges bénit vingt-quatre icônes, spécialement peintes pour l'iconostase de la cathédrale Saint-Nicolas.
Le 10 novembre 2017, l'autel secondaire du saint martyr Laurent (Kniazev) (1877-1918) est consacré par l'archevêque Georges.

## Église Sainte-Tatiana

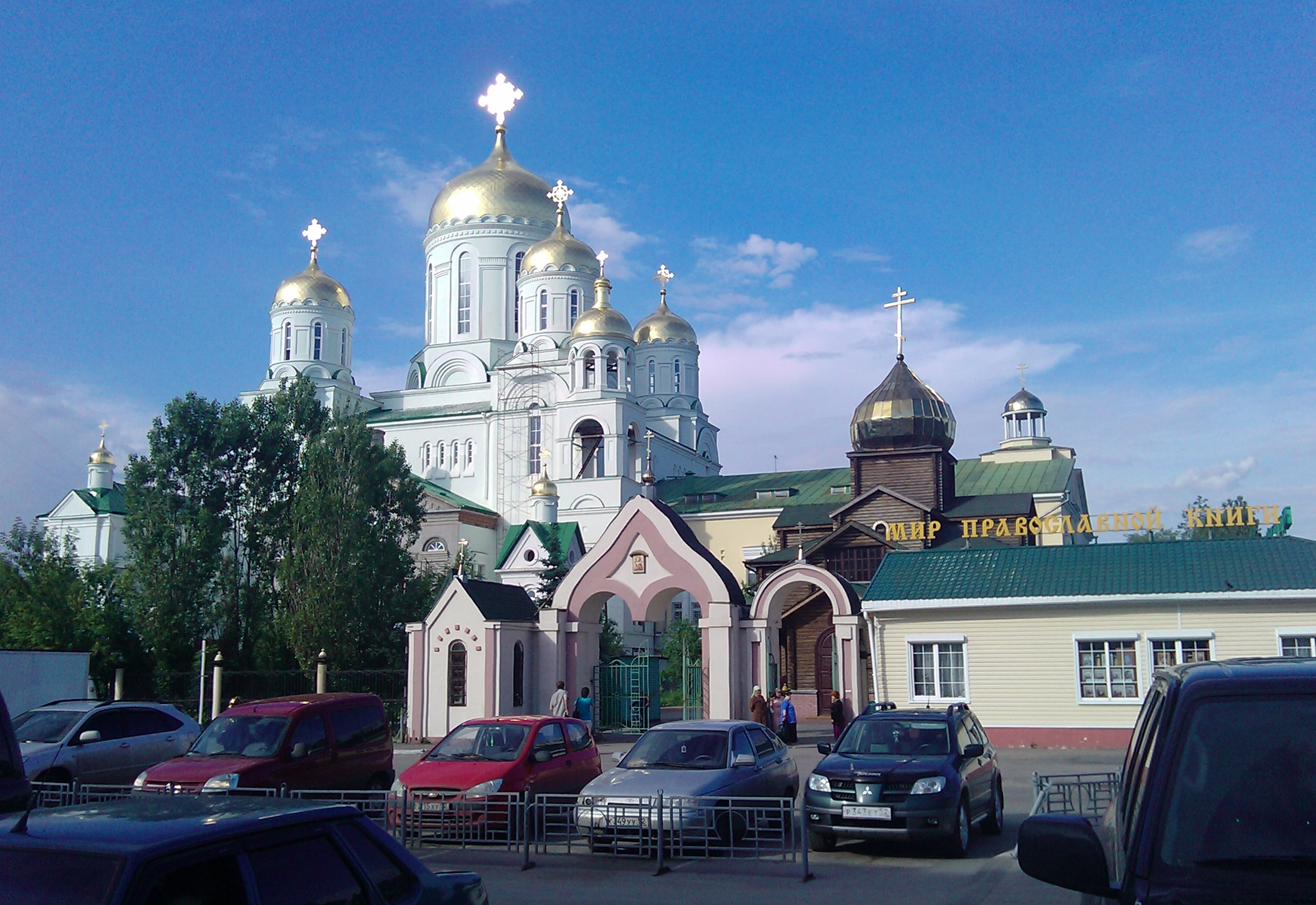
Vue de la cathédrale en 2010. L'église Sainte-Tatiana est à droite.

L'église de bois consacrée à sainte Tatiana, est terminée pour Pâques 1998. Elle peut accueillir quatre cents fidèles.

## Histoire de la paroisse
L'idée de construire une église dans le centre du district urbain Avtozavodski (de l'usine automobile) remonte à 1992 auprès d'un petit groupe de fidèles. La paroisse est enregistrée en décembre 1994, avec comme marguillier Maria Stepanovna Pypina. Un ancien jardin d'enfant lui est attribué en 1997 pour les cérémonies liturgiques avec une chapelle consacrée à saint Séraphin de Sarov. L'église actuelle de bois Sainte-Tatiana est terminée en 1998 et l'ancien cinéma Sever devient le centre paroissial. En 2004, le clergé de la paroisse comprend six prêtres et deux diacres. La paroisse s'occupe du centre d'enseignement orthodoxe Saint-Nicolas et une école du dimanche pour les enfants. Depuis 2005, la paroisse s'occupe aussi de toxicomanes soignés dans un hôpital. Et en 2010, un centre de consultation pour les personnes toxicomanes et alcooliques commence à fonctionner dans la paroisse.
Le premier numéro de l'hebdomadaire Le Messager de saint Nicolas sort le 1er septembre 2012.
Avant 2012, la paroisse faisait partie du IIIe doyenné de Nijni Novgorod; elle fait maintenant partie du doyenné Avtozavodski de la métropolie de Nijni Novgorod.